# Carl-Erik Asplund
Carl-Erik Asplund, född 14 september 1923 i Föllinge församling i Krokoms kommun, Jämtlands län, död 8 januari 2024, var en svensk skridskoåkare. Han blev olympisk bronsmedaljör på 10 000 meter i Oslo 1952.